# إيتشيرو ساكاكي
إيتشيرو ساكاكي (باليابانية: 榊一郎) (23 نوفمبر 1969، أوساكا في اليابان)؛ كاتِب، سيناريست وروائي ياباني. درس في جامعة أوساكا.

## روابط خارجية
- إيتشيرو ساكاكي على موقع ANN person (الإنجليزية)